# 森特萊恩 (密歇根州)
森特萊恩（英語：Center Line）是一個位於美國密歇根州馬科姆縣的城市。

## 人口
根據2020年美國人口普查的數據，森特萊恩的面積為4.54平方千米，當中陸地面積為4.54平方千米，而水域面積為0.00平方千米。當地共有人口8552人，而人口密度為每平方千米1,884人。